# Österreichischer Verband für Siedlungs- und Kleingartenwesen
Der Österreichische Verband für Siedlungs- und Kleingartenwesen wurde 1920 von Otto Neurath gegründet und unterstand ab 1921 der Österreichischen Siedlungs-, Wohnungs- und Baugilde.

## Entstehung und Entwicklung
Im Wien der 1920er Jahre war die Regierung bis 1923 nicht in der Lage, ihren Bürgern eine Infrastruktur bereitzustellen, die die herrschende Nahrungs-, Öl- und Kohleknappheit hätte lindern können. Die städtische Mittel- und Arbeiterschicht zog deshalb in Wiesen und Wälder an die städtischen Randgebiete, lebte in Hütten und betrieb Kleingartenbau, um nicht zu verhungern. Einerseits linderten zwar diese halblegalen Wildsiedler die Wohnungsnot in der Stadt. Doch andererseits führte die entstandene Anomie dazu, dass ganze Wälder abgeholzt und Baukonventionen verletzt wurden.
Insofern hatte sich der Verband zur Aufgabe gemacht, die Not der Siedler zu lindern, die Stadtplanung als Integration von Interessen von oben und unten voranzubringen und die chaosähnlichen Zustände durch das Siedlerkonzept der Selbsthilfe zu ordnen.
Hierzu unterstützte der Verband die Siedler in ihrem Vorhaben. Dies geschah etwa durch das 1922 als Unterabteilung errichtete Baubüro, in dem die Architektin Margarete Schütte-Lihotzky Notunterkünfte, Inneneinrichtungen und ab 1923 Kernhäuser entwarf. Kernhäuser waren erweiterungsfähige Fertigteil-Häuser von verschiedenen Typen, die man im Katalog bestellen und selbst aufbauen konnte.
Der Verband gründete außerdem 1921 eine Siedlungsschule, die Siedlern, Architekten, Organisatoren und Beratern für den Winter systematischen Unterricht bot. Wiener Architekten waren hier in 19 Kursen als Lehrer tätig, von denen vier Kurse rein technische Inhalte vermittelten, während 15 Kurse kulturelle und soziale Gewichtung setzten.
Weiterhin wurde 1923 eine große Freiluftausstellung im Zentrum Wiens organisiert, um anhand von Nachbauten, Möbeln, Modellen und Vermittlungsbildern das Wohnen, Gärtnern und Planen als Elemente des gesellschaftlichen Lebens zu verdeutlichen.
1923 gründete Neurath das Museum für Siedlung und Städtebau, um die Exponate der Freiluftausstellung dauerhaft zeigen zu können. Hier wurden das städtische Wohnungsprogramm, die Geschichte der Stadtplanung sowie allgemeine Architektur- und Siedlungsentwicklungen thematisiert, um das Verständnis der Öffentlichkeit für Architektur zu fördern.

## Beendigung
Der Verband mit seiner Vermittlungsfunktion und dem Angebot an Notlösungen wurde bald immer unbedeutender. Von geplanten 3000 Kernhäusern wurden letztlich nur 673 Stück realisiert, weil diese Notlösungen immer weniger benötigt wurden. Die Siedler fanden Beschäftigungen, delegierten den Hausbau und konterkarierten somit das Konzept der Selbsthilfe.
Das Museum für Siedlung und Städtebau wurde umbenannt und erweitert, insofern seine Exponate in ein umfassenderes Konzept integriert wurden: Das 1925 gegründete Gesellschafts- und Wirtschaftsmuseum Wien beinhaltete die Abteilungen Arbeit und Organisation, Siedlung und Städtebau, Sozialhygiene und Sozialversicherung sowie Geistesleben und Schule.
Insofern wurde die direkte Siedlerhilfe in eine museale Aufklärungsarbeit überführt.